# Theater an der Wien

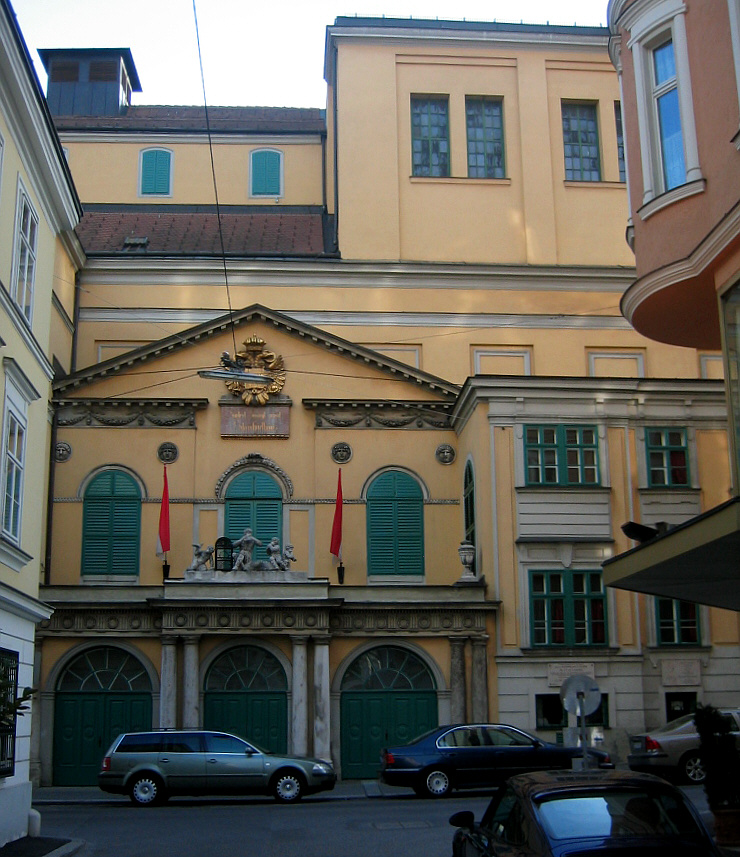
Theater an der Wien (visto a partir da Millöckergasse).

Theater an der Wien ("Teatro no [rio] Viena") é um teatro localizado na capital austríaca, Viena.
Inaugurado em 1801 por obra do empresário teatral vienense Emanuel Schikaneder, mais conhecido como libretista da Flauta Mágica (1791), de Mozart, de quem Schikaneder era amigo pessoal. A trupe de Schikaneder já vinha se apresentando por muitos anos em Viena, no Theater auf der Wieden, de menores dimensões, onde a Flauta havia tido sua estreia. Schikaneder, cujas apresentações frequentemente enfatizavam cenários e efeitos espetaculares, julgava-se pronto para passar para um local maior e mais bem-equipado.
O empresário obteve uma licença imperial para construir um novo teatro em 1786, porém apenas dois anos depois julgou-se pronto a iniciar os trabalhos. O prédio foi projetado pelo arquiteto Franz Jäger no estilo imperial (desde então foi alterado algumas vezes), e a construção foi finalizada em 1801. Foi descrito como "um dos mais ricamente equipados e maiores teatros de seu tempo.".

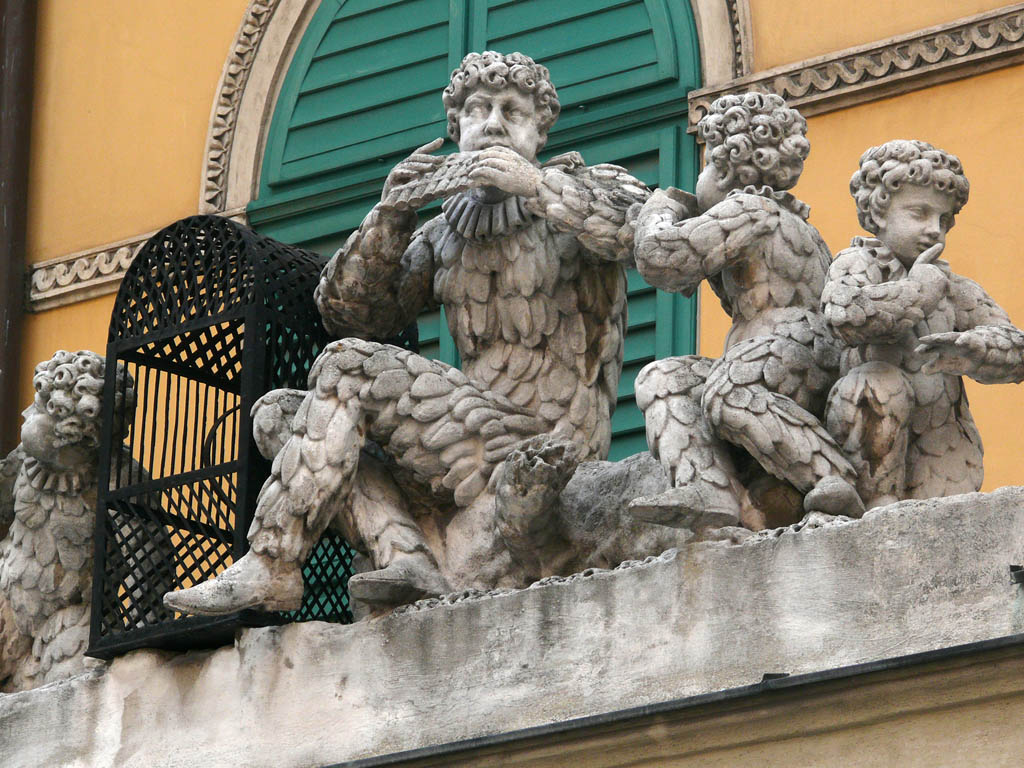
Schikaneder, retratado sobre o Papagenotor.

O teatro abriu oficialmente suas portas em 13 de junho de 1801, com um prólogo escrito pelo próprio Schikaneder, seguido por uma apresentação da ópera Alexander, de Alexander Teyber. Em 1807 foi adquirido por um grupo de nobres da corte que incluia o conde Ferdinand Palffy von Erdöd, que acabou por comprar sozinho o teatro em 1813. Durante o período em que ele foi dono, que durou até 1826, o conde ofereceu apresentações de ópera e balé, além de pantomima e shows de variedade, para cativar um número maior de vienenses; acabou, no entanto, perdendo muito dinheiro com espetáculos elaborados, até que foi obrigado a vender o teatro num leilão.

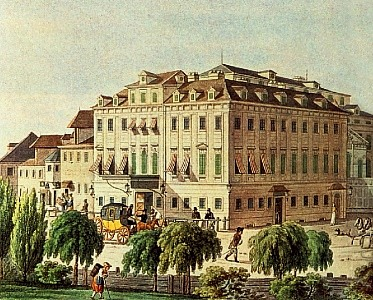
Theater an der Wien, 1815

Apenas parte do edifício original foi preservada; o Papagenotor ("Portão do Papageno") é um memorial a Schikaneder, que foi retratado no papel de Papageno, na Flauta Mágica, papel que ele escreveu para ser interpretado por si próprio. Junto a ele estão seus três filhos, no papel dos Três Garotos, na mesma ópera.